# Tempio Pausania
Tempio Pausania is een stad in de Italiaanse autonome regio Sardinië. Het was tussen 2004 en 2016 samen met Olbia hoofdstad van de toenmalige provincie Olbia-Tempio.
Tempio Pausania is gelegen in de bergachtige streek Gallura op ongeveer 20 kilometer afstand van de Middellandse Zee. De stad is in de Romeinse tijd ontstaan, hoewel de streek al veel langer bewoond werd. In de omgeving van Tempio Pausania staan enkele nuraghen en zijn gebruiksvoorwerpen gevonden die zelfs ouder dan 2000 jaar zijn. In 1173 wordt in een Pisaans document voor het eerst vermelding gemaakt van de naam "Tempio".
Het oude stadscentrum wordt omgeven door moderne bebouwing. Opvallend is het gebruik van donker graniet, waar onder andere balkons van gemaakt zijn. Het grootste deel van de bouwwerken dateert uit de 17de en 18de eeuw. Het Piazza Gallura is het hart van de stad; hier staat ook de kathedraal.
Tempio Pausania heeft wegverbindingen met Sassari (SS 672), Olbia (SS127) en Palau (SS133).

## Bezienswaardigheden

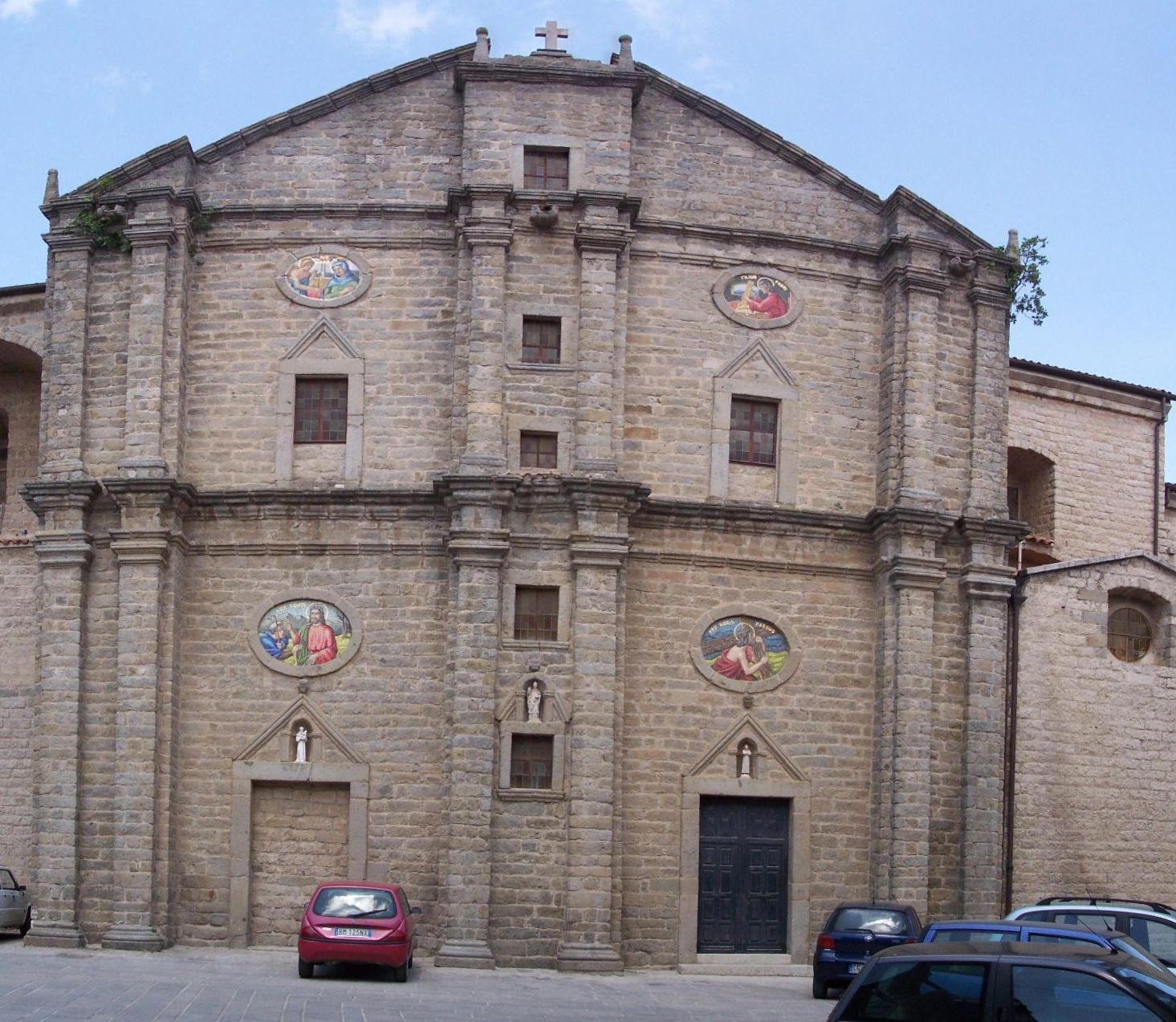
Kathedraal

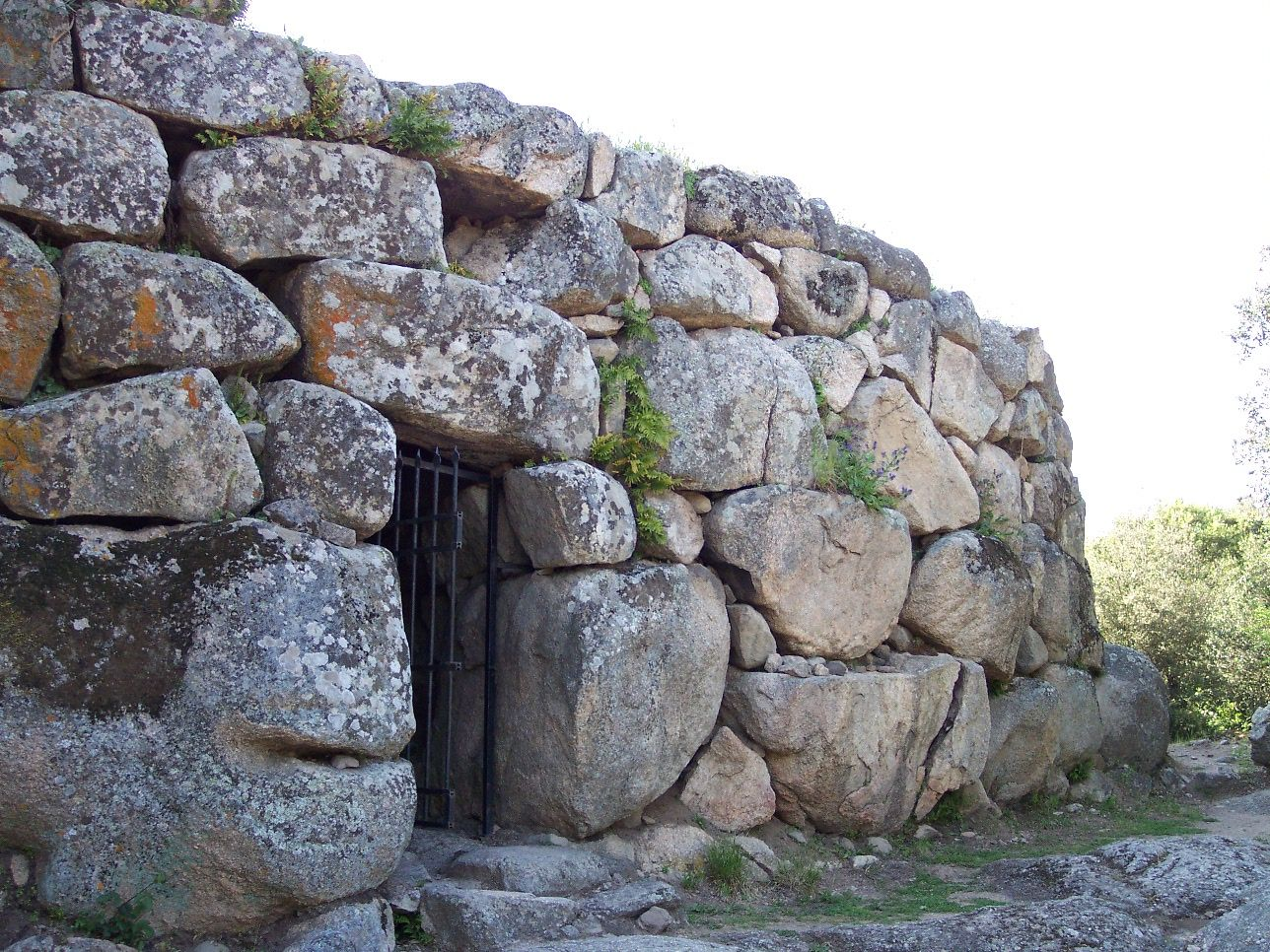
Nuraghe Majori

- De kathedraal "San Pietro" (1832)
- Oratorio del Rosario (13de eeuw)
- De bronnen van Rinagghju
- Nuraghe Majori